# Bear (Delaware)
Bear é uma região censo-designada localizada no estado americano de Delaware, no Condado de New Castle. Possui mais de 23 mil habitantes, de acordo com o censo nacional de 2020.
Originalmente uma pequena encruzilhada em uma área rural, cerca de 23 km ao sul de Wilmington, a área continha pequenas fazendas que cultivavam principalmente milho e gado. No final dos anos 1980 e 1990, Bear tornou-se um local popular para a construção de grandes conjuntos habitacionais e shopping centers ao longo da U.S. Route 40. Grande parte de Bear corre ao longo da rodovia e se estende até aproximadamente a Delaware Route 896.

## Geografia
De acordo com o Departamento do Censo dos Estados Unidos, a região tem uma área de 15 km², dos quais todos os 15 km² estão cobertos por terra.

### Localidades na vizinhança
O diagrama seguinte representa as localidades num raio de 16 km ao redor de Bear. 

## Demografia
Desde 2000, o crescimento populacional médio, a cada dez anos, é de 14,6%.

### Censo 2020
Segundo o censo nacional de 2020, a sua população é de 23 060 habitantes e sua densidade populacional de 1 539,3 hab/km². Seu crescimento populacional na última década foi de 19,0%, bem acima do crescimento estadual de 10,2%.
Possui 9 072 residências que resulta em uma densidade de 605,6 residências/km² e um aumento de 21,0% em relação ao censo anterior. Deste total, 5,8% das unidades habitacionais estão desocupadas. A média de ocupação é de 2,7 pessoas por residência.
A renda familiar média é de 72 192 dólares e a taxa de emprego é de 65,9%.

## Marco histórico
Bear possui apenas uma entrada no Registro Nacional de Lugares Históricos, a White Hall, designada em 12 de julho de 1990.